# Ikarus 557
Ikarus 557 — междугородный автобус венгерской фирмы Ikarus, выпускавшийся с 1963 по 1965 год.

## История
В начале 1960-х годов всё ещё выпускалось всего два типа автобусов, которые к тому времени устаревали. Одним из них был Ikarus 311, который в 1951 году был подвергнут капитально-восстановительному ремонту. Второй — Ikarus 55 — производился почти 10 лет. Очевидно, что был спрос на современный междугородный автобус как со стороны клиентов, так и со стороны профессионалов. Чтобы удовлетворить этот спрос, в 1963 году завод выпустил первый Ikarus 557 на базе Ikarus 556.
Автобусы Ikarus 557 оснащались двигателями D-619 мощностью 169 л. с., разработанными JAFI и изготовленными на заводе Csepel. Большинство экземпляров имело две распашные механические двери: перед передней осью и за задней осью. Опционально автобусы имели автоматические ширмовые двери.